# Municipio de Banks (condado de Carbon)
El municipio de Banks (en inglés: Banks Township) es un municipio ubicado en el condado de Carbon en el estado estadounidense de Pensilvania. En el año 2000 tenía una población de 1.359 habitantes y una densidad poblacional de 47.7 personas por km².

## Geografía
El municipio de Banks se encuentra ubicado en las coordenadas 40°57′00″N 75°54′59″O / 40.95000, -75.91639.

## Demografía
Según la Oficina del Censo en 2000 los ingresos medios por hogar en la localidad eran de $32,083 y los ingresos medios por familia eran $40,000. Los hombres tenían unos ingresos medios de $31,534 frente a los $26,157 para las mujeres. La renta per cápita para la localidad era de $16,186. Alrededor del 9,1% de la población estaban por debajo del umbral de pobreza.